# Oxford (Maryland)
Pour les articles homonymes, voir Oxford (homonymie).
La ville d'Oxford est située dans le comté de Talbot, dans l’État du Maryland, aux États-Unis. Sa population s’élevait à 611 habitants lors du recensement de 2020.